# Хуанфран (футболіст)
 Хуан Франсіско Морено Фуертес (нар. 11 вересня 1988, Мадрид, Іспанія) — іспанський футболіст, нападник.

## Ігрова кар'єра
У 2005 році був зарахований до юнацької академії молодих футбольних талантів у розташуванні команди «Хетафе». 23 березня 2008 він провів свій перший виступ у Примері, вийшовши на заміну в грі з «Атлетік Більбао». Після одного року в другій команді «Вільярреала» Хуанфран перейшов у «Реал Мадрид Б» з Сегунди Б. 2 травня 2010 гравець уперше виступив за головну команду мадридського «Реала», змінивши Фернандо Гаго у грі проти «Осасуни». 6 січня 2011 року Хуанфран відіграв 30 хвилин за «Реал» у кубковому матчі з «Леванте» (0:2). У 2013 році поповнив склад ФК «Реал Бетіс».
1 вересня 2014 року став гравцем «Депортіво» на умовах оренди.
три сезони відіграв за турецьку команду «Аланіяспор».

## Досягнення
Реал Мадрид
- Володар Кубка Іспанії: 2010-11[2]